# العلاقات الألبانية البرازيلية
العلاقات الألبانية البرازيلية تشير إلى العلاقات الدولية بين ألبانيا والبرازيل. لدى ألبانيا سفارة في برازيليا، ولدى البرازيل سفارة في تيرانا.

## التاريخ
أقيمت علاقات دبلوماسية بين ألبانيا والبرازيل في عام 1961، وبعد ذلك تم التوقيع على اتفاق التجارة والمدفوعات. لم يحدث الكثير بعد عام 2000، عندما كان وزير خارجية ألبانيا آنذاك باسكال ميلو، حيث زار برازيليا.
وفي عام 2013، افتتحت البرازيل بعثتها الدبلوماسية المقيمة في تيرانا، في حين أن ألبانيا لديها سفارة في برازيليا منذ عام 2009.

## التعاون المشترك
يوجد جمعية ثقافية وأيضا غرفة التجارة والصناعة «البرازيل ألبانيا».
في 20 يونيو 2012، زار رئيس وزراء ألبانيا صالح بريشا البرازيل خلال رحلة رسمية لحضور قمة ريو 20، في حين قبل ذلك زار وزير خارجية ألبانيا، إدمون هاكسيناستو البرازيل.
استقبل وزير الخارجية ميشال تامر، من نائب رئيس البرازيل والسيناتور فيرناندو كولور ميلو. ووقعت الدولتان اتفاقا ثنائيا في التعاون الاقتصادي المستقبلي، واتفاقا لإلغاء التأشيرات. ومنذ عام 2011، يمكن لمواطني البلدين السفر بدون تأشيرة.
وفي مارس 2012، زار وزير الزراعة والثروة الحيوانية والإمداد البرازيلي، مندز ريبيرو، تيرانا، وتم التوقيع على اتفاق ثنائي بشأن التعاون الزراعي..

## الزيارات عالية المستوى
| الزائر                         | المستضيف                              | مكان الزيارة  | تاريخ الزيارة |
| ------------------------------ | ------------------------------------- | ------------- | ------------- |
| رئيس الوزراء صالح بريشا        | مؤتمر الأمم المتحدة للتنمية المستدامة | ريو دي جانيرو | 20 يونيو 2012 |
| وزير الخارجية إدمون هاكسيناستو | نائب الرئيس ميشال تامر                | ريو دي جانيرو | 20 يونيو 2012 |
| وزير الخارجية ديتمير بوشاتي    | وزير الخاريجية ماورو فييرا            | ريو دي جانيرو | 4 نوفمبر 2013 |